# Black Lightning
Black Lightning (russisk: Чёрная Молния) er en russisk spillefilm fra 2009 af Aleksandr Vojtinskij og Dmitrij Kiseljov.

## Medvirkende
- Grigorij Dobrygin som Dimitrij Majkov
- Jekaterina Vilkova som Nastja Svetlova
- Viktor Verzjbitskij som Viktor Kuptsov
- Sergej Garmasj som Pavel Majkov
- Jelena Valjusjkina som Nastasja Majkova